# Christopher Elton
Christopher Elton (* 20. Jahrhundert in Edinburgh) ist ein britischer Pianist, Cellist und Musikpädagoge.

## Leben und Werk
Christopher Elton studierte an der Royal Academy of Music Klavier und Cello. Er erhielt das DipRAM, die höchste Auszeichnung dieser Akademie, zweimal sowohl im Fach Klavier als auch im Fach Cello. Er gewann Preise bei mehreren britischen wie auch in internationalen Klavierwettbewerben wie den Van Cliburn International Piano Competition, London World International Piano Competitions sowie die Wettbewerbe von Jaen, Newport und Dudley, 
Leeds, Dublin, Shanghai und München (ARD). Er setzte sein Studium bei Maria Curcio fort.
Er trat regelmäßig sowohl als Klaviersolist als auch als Kammermusiker auf. Gleichzeitig wirkte er als freiberuflicher Cellist bei den großen Londoner Orchestern. In den letzten Jahren gab er Konzerte in den USA, in Irland, Spanien, Australien und Vietnam.
Christopher Eltons Arbeitsschwerpunkt lag viele Jahre an der Royal Academy of Music als Klavierprofessor. Von 1987 bis 2011 „war er als Leiter der Abteilung für Tasteninstrumente an der Royal Academy of Music in London tätig […].“ Er unterrichtet seit seiner Emeritierung 2011 dort weiterhin eine Klavierklasse. 1983 wurde er an der Music Academy zum Fellow gewählt. 2002 wurde er an der University of London zum Professor  ernannt. Daneben wirkte er international als Juror in Klavierwettbewerben (u. a. beim Tschaikowsky-Wettbewerb in Moskau und beim Internationalen Klavierwettbewerb in Leeds). Er gab Meisterkurse in den USA, Japan, Israel, Korea, Australien, Taiwan, Hongkong, Spanien, Deutschland, Irland und Vietnam. Viele seiner Schüler wie Freddy Kempf, Ashley Wass und Yevgeny Sudbin gewannen internationale Wettbewerbe und agieren jetzt als erfolgreiche Solisten.